# 何建宗 (作家)
何建宗（11月20日—，筆名：米哈）香港浸會大學人文及創作系博士，曾任該系助理教授（研究），現任中文大學香港亞太研究所名譽副研究員，香港藝術發展局審批員（文學組別）。香港電台電視節目《學人沙龍》及香港電台第一台節目《哈林奭失眠》（已完結）、《講東講西》（已退出）及《是日快樂》主持。著作包括短篇小說集《餡餅盒子》、《佈道後的幻象》、訪談集《讓希望催促自己趕路：99個故事，99種生活態度》、《昨天喝了河豚湯：50位作家，50種 面對殘酷世界的回應》、《一件有益的小物》等。

## 訪問
2020年，明周文化，【閱讀使人自由】《文學指導生活 不是離地 米哈：唯有閱讀不會離棄人 （页面存档备份，存于）》，自言性格悲觀的他，表示閱讀是他面對失重和無力的最後手段。「閱讀好像Meditation，它從來沒令我失望。羅蘭巴特在《戀人絮語》說過，沉浸本身是戀愛的狀態。我覺得沉浸閱讀亦然，感覺是超越了時間空間。閱讀好可靠，只要你一個字一個字跟住讀，便不會迷失，總有下一句下一頁，直至你完成一本書。」

## 著作
| 出版年 | 書名                                                 | 出版社            | ISBN          |
| ------ | ---------------------------------------------------- | ----------------- | ------------- |
| 2018   | 《餡餅盒子》                                         | 後話文字工作室    | 9789887802112 |
| 2019   | 《讓希望催促自己趕路：99個故事，99種生活態度》       | P.PLUS LIMITED    | 9789620445750 |
| 2021   | 《昨天喝了河豚湯：50位作家，50種面對殘酷世界的回應》 | P.PLUS LIMITED    | 9789620447945 |
| 2022   | 《佈道後的幻象》                                     | StoryTeller說故事 | 9789887526117 |
| 2022   | 《一件有益的小物》                                   | P.PLUS LIMITED    | 9789620449994 |
| 2023   | 《學做龍蝦或騎象人》                                 | P.PLUS LIMITED    | 9789620452802 |

## 外部連結
- 米哈的Instagram帳戶